# 堀川氏煙管蝸牛
堀川氏煙管蝸牛（学名：Stereophaedusa horikawai）为煙管蝸牛科沖繩煙管蝸牛屬下的一个种。該物種主要分佈於臺灣北部的宜蘭縣大溪、新北市雙溪、三芝、基隆大武崙等。該物種的名字來自於模式標本採集者堀川安市。

## 扩展阅读
- 維基物種上的相關：堀川氏煙管蝸牛